# Carsten Høeg
Carsten Høeg (Aalborg, 15 novembre 1896 – Copenaghen, 3 aprile 1961) è stato un filologo classico danese.

## Biografia
Fu professore di filologia classica oltre che dottore di diritto all'università di Copenaghen dal 1926. Conseguì il dottorato di ricerca con uno studio etnografico sui Greci Sarakatsani. Pubblicò studi sulla letteratura classica greca e latina e sulla musica bizantina. Dal 1935 fu il direttore fondatore dell'edizione della serie Monumenta Musicae Byzantinae. Durante l'occupazione tedesca della Danimarca dal 1940 al 1945, era il leader di un gruppo di resistenza all'interno del Comitato danese di Liberazione, il cui compito era quello di stilare una lista di danesi nazisti e collaborazionisti che avrebbero dovuto essere processati dopo la liberazione.
Høeg venne insignito con il titolo di dottore honoris causa dalle università di Atene (1937), Aberdeen (1948) e Thessaloniki (1950).

## Principali opere
- 1925 - Les Saracatsans I.
- 1942 - Introduktion til Cicero.
- 1953 - The oldest Slavonic tradition of Byzantine music.